# Gmina Lubrza (Powiat Świebodziński)
Die Gmina Lubrza ist eine Landgemeinde im Powiat Świebodziński der Woiwodschaft Lebus in Polen. Ihr Sitz ist das gleichnamige Dorf (deutsch Liebenau (Neumark)) mit etwa 1000 Einwohnern.

## Geographie

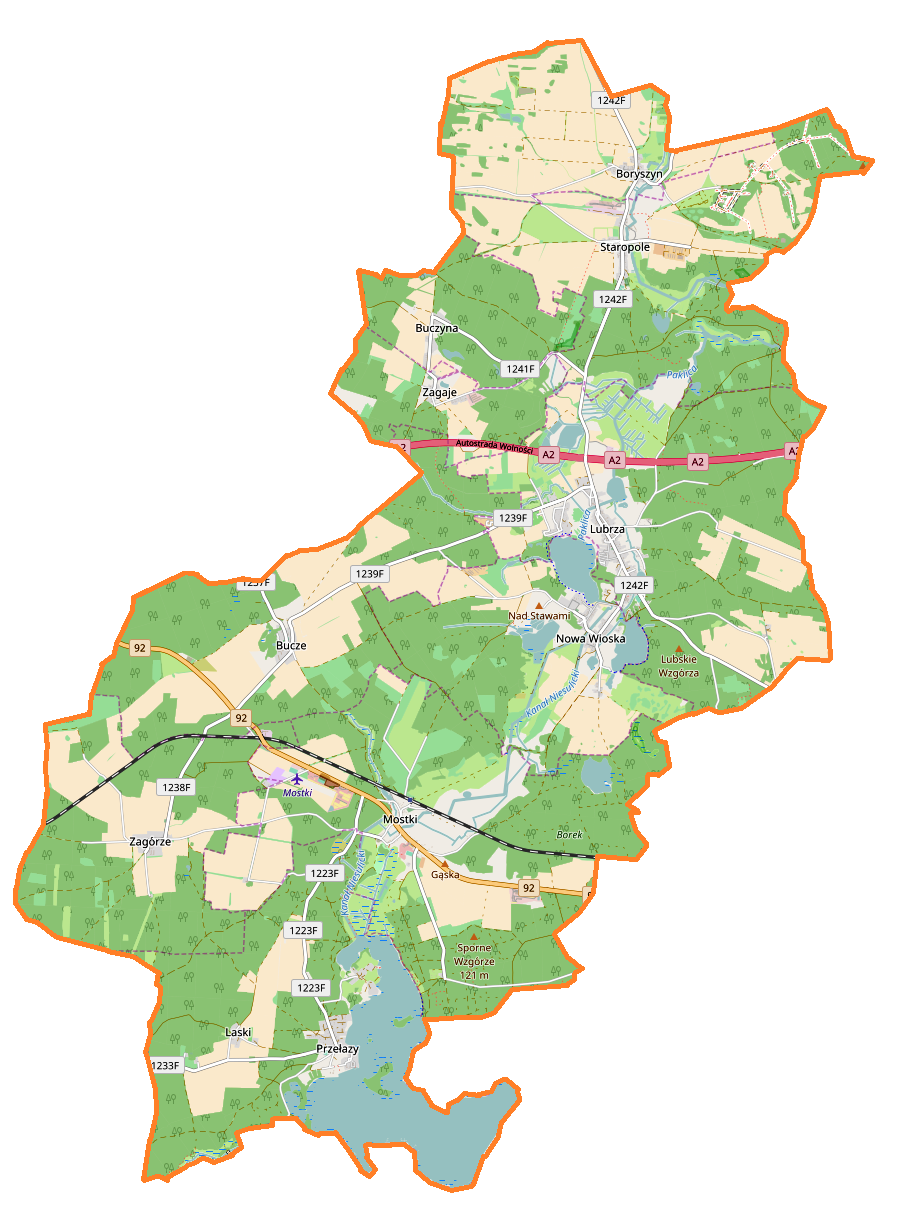
Karte der Gemeinde

Die Gemeinde grenzt im Osten an die Kreisstadt Świebodzin (Schwiebus). Die Stadt Międzyrzecz (Meseritz) liegt etwa zehn Kilometer nordwestlich. Das Gebiet ist reich an Seen.

## Geschichte

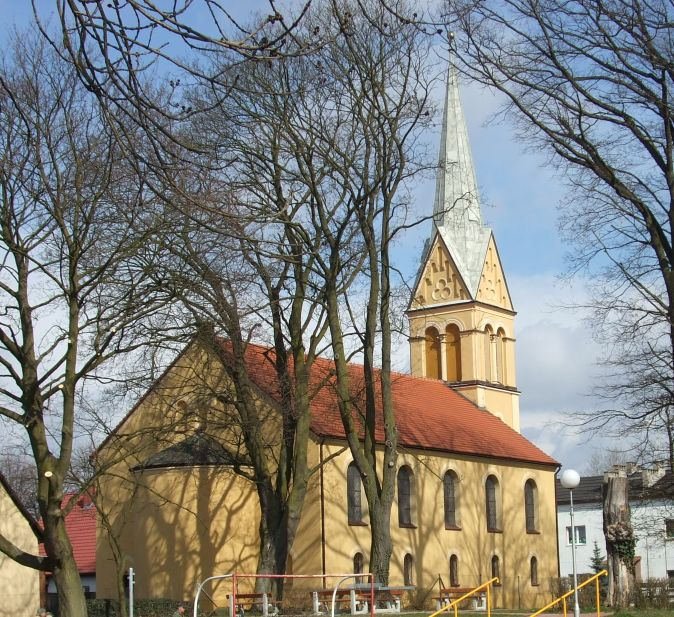
Kirche in Lubrza

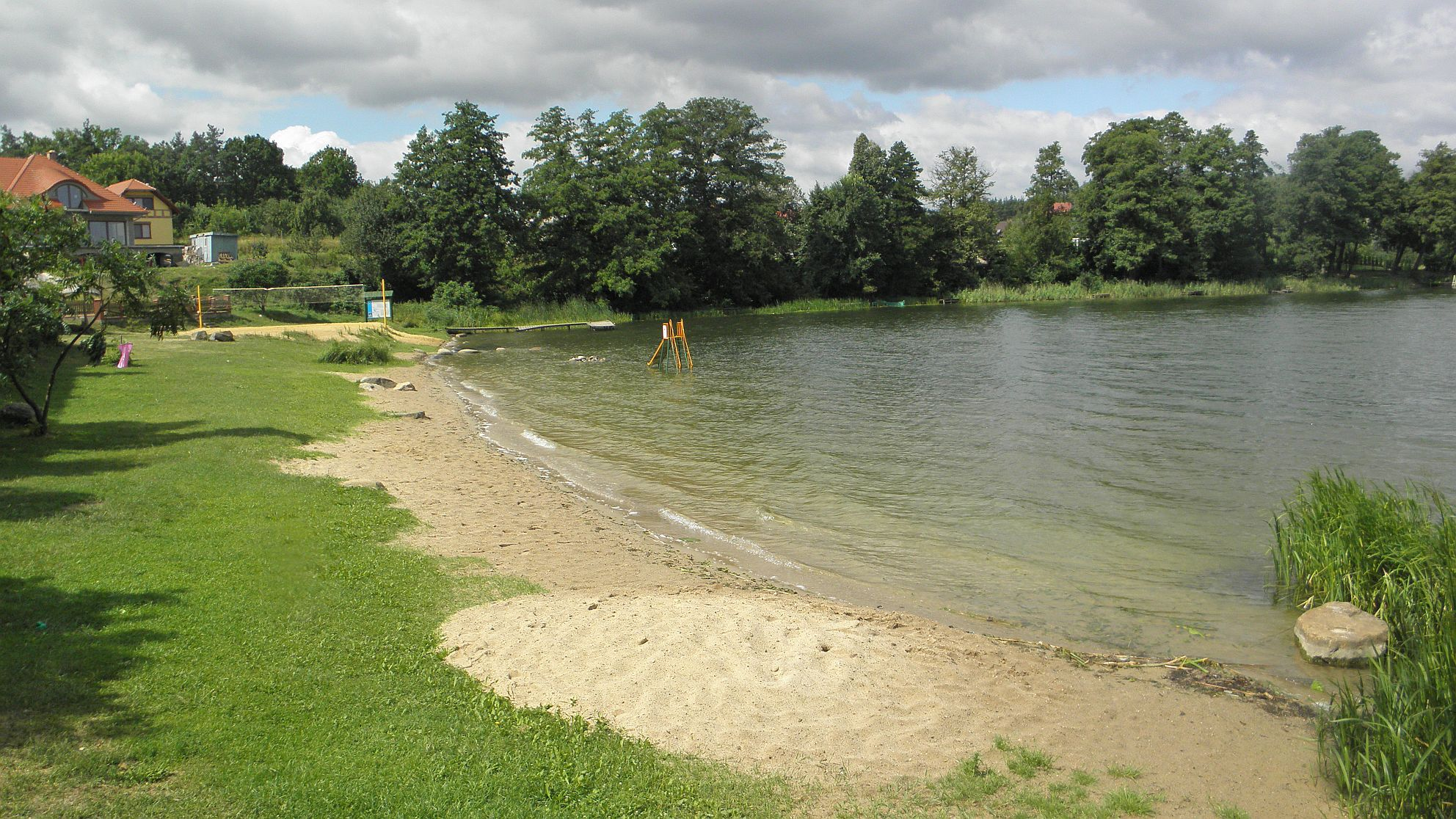
Strand in Nowa Wioska

Das Gemeindegebiet zählte bis 1945 zum Kreis Züllichau-Schwiebus im Regierungsbezirk Frankfurt der Provinz Brandenburg.
Die Gmina Nowa Wioska wurde 1947 in Gmina Lubrza umbenannt, nachdem Lubrza, dem ehemaligen Liebenau, die Stadtrechte aberkannt wurden. Der Sitz wechselte von Nowa Wioska (Neudörfel)  zu Lubrza, das zur Gemeinde hinzu kam. Diese bestand bis 1954 und wurde 1973 neu gründet.

## Gliederung

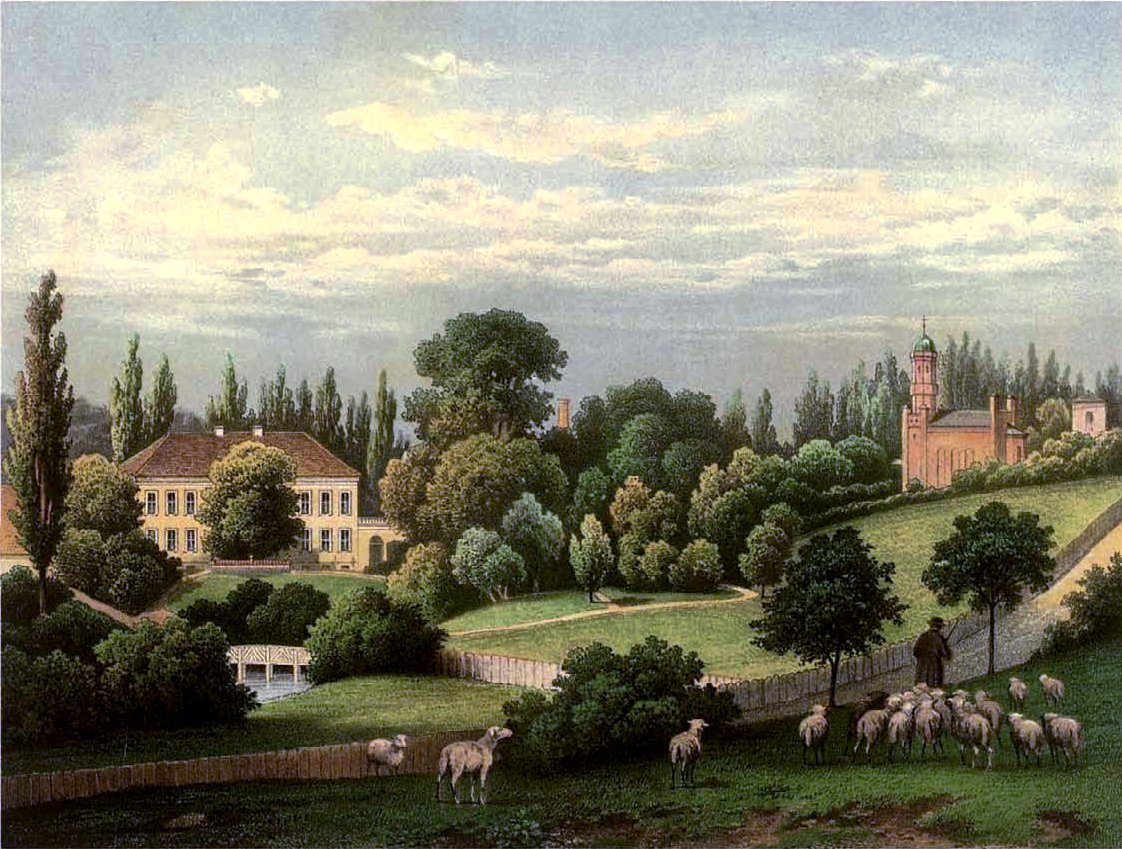
Gut Starpel

Zur Landgemeinde (gmina wiejska) Lubrza gehören neun Dörfer (deutsche Namen bis 1945) mit Schulzenamt (sołectwo):
- Boryszyn (Burschen)
- Bucze (Wutschdorf)
- Buczyna-Zagaje (Wutschdorfer Kohlenwerke, 1937–1945 Braunfelde)
- Lubrza (Liebenau)
- Mostki (Möstchen)
- Nowa Wioska (Neudörfel)
- Przełazy (Seeläsgen)
- Staropole (Starpel)
- Zagórze (Klein Heinersdorf)

Weitere Ortschaften der Gemeinde ohne Schulzenamt sind:
- Boryszynek
- Chałupczyn (Hufen)
- Dolisko (Blumenthal)
- Janisławiec (Lebrechtshof)
- Łaski
- Mrówczyn
- Pobrzeże
- Pszczelin
- Romanówek
- Tyczyno
- Wągieł